# 拳击袋鼠

2008北京残奥会上，一名澳大利亚观众展示拳击袋鼠的充气模型

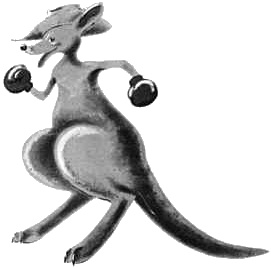
一只戴着耷拉帽子的拳击袋鼠，绘于1943-1944年澳大利亚皇家空军驻印度阿格拉部队的一架B-24轰炸机机头上

拳击袋鼠是澳大利亚的国家化身，常见于流行文化，尤其在澳大利亚运动员参与板球、网球和澳式足球等体育竞赛，近年來亦伴隨澳洲國家足球隊屢次出現在世界盃足球賽以及亞洲盃足球賽等大型體育賽事中。在英联邦运动会和奥运会时。以其为主体的旗帜也因此被称为“澳大利亚体育旗”。

## 历史
拳击袋鼠的构思来自袋鼠这种动物的自卫本能——短小的前腿（“胳膊”）戴着拳击手套，同时用粗壮的后腿踢、扫或掏对手。这一姿势使人感觉袋鼠在戴着拳击手套“拳击”。
拳击袋鼠的图像至迟在1891年就为人所知，当时一部名为《战斗袋鼠杰克和伦德尔曼教授》（“Jack, the fighting Kangaroo with Professor Lendermann”）的动画出现在悉尼的一份报纸上。这一图像是受到19世纪关于袋鼠戴着拳击手套与人对打的内陆探险节目启发。一部1895年由马克斯·斯科拉达诺夫斯基（Max Skladanowsky）导演的德国无声电影《拳击袋鼠》（Das Boxende Känguruh）和一部1896年由比尔特·阿克雷斯（Birt Acres）导演的无声电影《拳击袋鼠》（The Boxing Kangaroo）都表现了袋鼠与人进行拳击；而美国动画短片《The Boxing Kangaroo》（1920）、《Mickey's Kangaroo》（1935）和《Pop 'Im Pop!》（1949）更加深了拳击袋鼠在大众文化中的印象。
二战期间，拳击袋鼠成为澳大利亚皇家空军的国家象征，1941年左右被喷在驻新加坡和英属马来亚的第21中队战机上，以区别于英国战机。这一做法迅速普及到其他部队，乃至澳大利亚皇家海军舰艇上也喷有这一图案。
1983年，拳击袋鼠作为澳大利亚成功冲击美洲杯帆船赛的象征而受到全国和全世界的瞩目，当时“澳大利亚II”号艇上悬挂着一面戴着红色拳击手套的金色袋鼠的绿旗。这条船的主人龐雅倫（Alan Bond）拥有这一图像并授权批量生产。然后这一图像就由澳大利亚奥委会买下，作为代表澳大利亚代表队、在学校中推广体育和公平竞技的吉祥物。

## 2010年冬奥会争议
2010年冬季奥运会期间，国际奥委会要求澳大利亚代表团将奥运村内一面挂在阳台外、两层楼高的澳洲拳击袋鼠旗撤下，因为他们认为这一标志是注册商标（尽管只是非营利的澳大利亚奥委会的注册商标）而过于商业化。 
国际奥委会的这一决定随后招致众多非议，包括澳大利亚副总理茱莉雅·吉拉德，她明确表态支持运动员，称国际奥委会命令撤下旗帜的决定“荒唐”。后来澳大利亚队决定，除非收到正式书面通知，否则不会撤下旗帜。
2010年2月8日，国际奥委会主席雅克·罗格与澳大利亚奥委会主席约翰·寇茨（John Coates）之间进行了一次会议，会议决定拳击袋鼠旗可以留在原位。寇茨称：“国际奥委会有清楚的举办地政策来保护赞助商的商业权利，但对于这次事件，澳大利亚并不想给国际奥委会和2010年温哥华冬奥会组委会下套。”（“The IOC has a clean venue policy in order to protect the commercial rights of its sponsors, but clearly on this occasion Australia was not trying to ambush either the IOC or VANOC."）